# けんたろうとミクのワイワイキッズ
けんたろうとミクのワイワイキッズシリーズは、1999年4月から2004年3月（再放送を含めると実質2005年4月まで放送されていた）まで、キッズステーションなどで放送されていた30分間の子供向け番組で、提供はポニーキャニオンの一社提供番組。この番組は、幼稚園と小学校低学年を対象に制作された番組。

## コンセプト
1999年4月5日から2004年4月2日までキッズステーション（CS放送）、テレビ神奈川、テレビ北海道、テレビ埼玉、サンテレビ、とちぎテレビ、テレビ愛知等で放送された。
レギュラー本放送終了後、キッズステーションでは2004年6月から2005年4月15日まで毎週火曜・木曜に再放送されていた。
開始から半年間は、「みくおねえさんとワイワイキッズ!」のタイトルで放送されており、羽生単独で子供たちと一緒に出演していたが、1999年10月4日に速水が参加し現タイトルの「けんたろうとミクのワイワイキッズ!」に。2002年9月に羽生が脳腫瘍を発症して療養に入ってからは速水とワイワイキッズの子供たちによる進行となったが、治療の合間を縫う形で羽生も番組末期まで不定期出演の形でレギュラー出演し、番組タイトルも「けんたろうとミクのワイワイキッズ!」のまま終了まで放送された（羽生は番組終了から11か月後の、2005年2月22日に逝去）。さらに、『ワイワイキッズフェスティバル』と題し、中野サンプラザなどでワイワイキッズのコンサートも開かれ、大勢の客が詰めかけた。ハワイのサイパン島で開かれた番組収録に参加出来るツアーでは、速水とまゆのりが、ツアーに参加した子供たちといっしょに踊った。
歌、ダンス、手遊び、童謡、ノリにつっこみ、アニメなどが取り入れられ、非常にバラエティに富んだ番組であった。NHK教育テレビで放送中のおかあさんといっしょとはまたどこか違った楽しい雰囲気で、当時見ていた大人から子供を夢中にした。
歌のコーナーでは、番組オリジナル曲(出演者である速水･羽生が作詞または作曲を手がけた曲もある)や既存の童謡以外にも、歌謡曲や洋楽のポピュラー・ソング（アメリカン・ポップス）を原曲とする楽曲や、遊びうたを大幅にアレンジしたものもあった。
また、公私共に交流がある作詞家のもりちよこと速水が手がけた曲や、ホフディランの渡辺慎（今の活動中のペンネームはワタナベイビー）が速水に手掛けたオリジナル曲『恋のメロディー』も番組で発表された。

## ワイワイキッズ オリジナルコーナー（順不同）

### 『けんたろうお兄さんのあそびうた』
速水が、わらべうたや子供たちが大好きなてあそびうたなどを歌うコーナー。おはなしゆびさんや、ふしぎなポケット、たのしいね、スイカの名産地などの様々な童謡も放送された。このコーナーは、ビデオ・DVD・CD化された。

### 『ミクのワイワイソング』
羽生が英語のあそびうたや、日本の唱歌などを歌うコーナー。故郷やかわいいかくれんぼなどの童謡も歌った。日本語で歌うバージョンもあれば、自らが英語に翻訳したバージョンも放送された。こちらも、ビデオ・DVD・CD化された。

### 『手話ダンス』
様々な童謡を、手話で踊るコーナー。このコーナーを作る際、当時手話ができるスタッフは誰もおらず、ボランティアの高齢者に手話を教えてもらいながら振り付けを考えたという逸話が残っている。こちらもビデオ化された。

### 『右脳イメージトレーニング』
右脳イメージトレーニングのコーナーでは、七田チャイルドアカデミー（校長・七田眞）の監修の元、ひらがな、カタカナ、数字などのフラッシュカードがイラストと共に画面に素早く表示され、右脳（うのう）を鍛えるコーナー。五十音や数字などを覚えた後に次々と表示されるイラストとともに単語を覚えるもの。画面にイラストとカタカナや数字などで表記したテロップが表示される。キャラクターは、赤い毛むくじゃらのモジャラ（声 - 高乃麗）とその仲間たち（モジャリ・モジャル・モジャレ・モジャロ）がナレーションを務める。

### 『ちかのワイワイリトミック』
おかあさんといっしょの身体表現のお姉さんだった松野ちかが、テレビを見ている子供たちに体を動かす楽しさを教えるリトミックのコーナー。ビデオとDVD化された。

### 『ミクのワイワイイングリッシュ』
羽生が毎回英語のフレーズをワイワイキッズのキャラクター達と楽しく紹介するコーナー。会員制のプログラムとしてもワイワイキッズのサイトで配信された。こちらも、後にビデオとDVDとして発売された。

### 『けんたろうお兄さんの日本語れんしゅう』
速水が、同じ言葉でも発音が全く違う言葉などを教えるコーナー。日本語の楽しさを伝えた。

### 『まねっこバンバン!』
番組オリジナルのキャラクターのバンバン仮面が登場し、毎回バンバン仮面、速水、『まゆのり』達が体操するオリジナルの体操コーナー。バンバン仮面が番組キャラクターのクッピーと一緒に幼稚園や保育所などに出張に出向いた時もあった。
また、ワンポイントコーナーでは『バンバンワンポイント体操』としてまゆのりと一緒に解説をした。

### 『しほりんのワイワイ♪マジカルクッキング』
童謡や歌に合わせて、火を使わず美味しく作れて食べられるお菓子を、しほりんこと中西しほりが紹介するコーナー。DVD化された。

### 『こいぬぐんだん』
あさをゆうじ原作のシリーズキャラクター。CGアニメでストーリーが展開された。秋田犬のアキタくんなど、様々な犬のキャラクター等が登場した。ワイワイが終了した後、『モンすたージオ』でも放送された。

### 『なぞなぞモーピク』
なぞなぞを出す犬のCGキャラクター、『モーピク』が毎回様々ななぞなぞを出す。赤ちゃん本舗限定で発売されたワイワイキッズのDVDでも登場した。なぞなぞのヒントを出すキャラクターとして、猫のヒントちゃんも登場している。

### 『大高輝美の フェルコットアニメ』
フェルト作家として知られている大高輝美がフェルトのアニメを制作。フェルトで作られたキャラクター達が毎回楽しい物語を繰り広げる。後にビデオ化された。ナレーションは松野ちか。

### 『マギー博士の ふしぎてじな』
マギーが、毎回子供が簡単に出来るように、不思議な手品を教えるコーナー。このコーナーのまとめが、ワイワイキッズのホームページに掲載されている。

### 『いっこく堂劇場』
いっこく堂が操る腹話術人形のキャラクターが登場。日本の昔話や世界の名作を彼なりにアレンジしたコーナー。子供の素朴な疑問にも答えた。ポニーキャニオンよりビデオ化された。

### 『天才バカボンの九九はこれでいいのだ』
山ちゃんこと山寺宏一と赤塚不二夫漫画『天才バカボン』の仲間たちが様々な音楽に合わせて歌いながら九九を学ぶコーナー。バカボン（声 - 山本圭子）やパパ（声 - 富田耕生）をはじめ、本官さん（声 - 茶風林）やレレレのおじさん、ウナギイヌなどいったおなじみのキャラクターが多数登場する。また、九九によって音楽は違っており、1の段はサンバ、2の段はレゲエ、3の段はワルツ、4の段はジャズ、5の段はラップ、6の段はロック、7の段はヘビメタ、8の段は阿波踊り、9の段はサルサとなっている。ビデオとCD-ROMで発売された。
他にも世界各地に生息する動物を紹介したり、実際に働く消防車や電車などの乗り物を紹介するコーナーもあった。こちらはDVD化されている。

## 出演
- 速水けんたろう（1999年10月4日から出演、番組末期まで出演）

番組内での呼び方：けんたろうお兄さん
- 羽生未来（1999年4月から出演、2002年9月5日より、病気療養のため不定期出演となる）

番組内での呼び方：ミクちゃん、ミクお姉さん
- ワイワイキッズ（子供達）
- クッピー（番組キャラクター）
- ベリーちゃん（番組キャラクター。クッピーのお友達。）

野菜のクワイと果物のイチゴをモチーフにしたキャラクター。
- キスゴン（キッズステーションのキャラクター）
- プテロ（キッズステーションのキャラクター）

その他、数々のコーナーで、松野ちか、いっこく堂、マギー司郎、中西しほりなどが出演していた。他にも、Anna（羽生が歌う英語の遊びうたを番組でセルフカバーしていた）というメンバーも闘病生活を送っていた羽生の代わりに助っ人として1年間出演していたが、現在の活動は不明。

### 歴代ワイワイキッズ
- 初代：隊長、あいたん、さきちゃん、まいちゃん
- 2代目：いのりー、ありりん、ななぴー、きっき、いがっち、せらりん、こっとん、ともぴー
- 3代目：まり〜や、ゆいっち、あすみん、はかせ
- 4代目：まなみん、ゆりりん、まなぴー、GONぺー
- 5代目:まゆのり（出演者による番組内のユニット。2代目と3代目のワイワイキッズで結成された）、Anna（番組休養中だった羽生の代わりに出演していた）（まゆのりのみ、事実上5代目に数えられる）

## 主題歌
- オープニングテーマ
  - 「あつまれ!ワイワイキッズ」
  - 作詞：野村義男、作曲・編曲：鶴由雄、歌：速水けんたろう、羽生未来
- エンディングテーマ
  - 「おしえて」
  - 作詞：野村義男、作曲・編曲：鶴由雄、歌：速水けんたろう、羽生未来

## 番組内のオリジナル楽曲・カバー楽曲
けんたろう
～番組オリジナル～
- がんばれパパ!（作詞作曲・速水けんたろう 編曲・鶴由雄）
- しりとりなかま（作詞作曲・速水けんたろう）with ミク
- 日本あっちこっち旅行（作詞・もりちよこ 作曲・鶴由雄）
- オ・ドゥーリ・ドゥーダ（作詞・もりちよこ 作曲・鶴由雄）
- お菓子な?!ダンス（作詞・もりちよこ 作曲・鶴由雄）
- Zoo zoo パラダイス（作詞・もりちよこ 作曲・鶴由雄）
- U・Y・W（～ウッホーヤッホーワンダホー～）（作詞・もりちよこ 作曲・速水けんたろう）
- jump×3（作詞作曲・鶴由雄）with ミク
- 朝ゴハンパン・ロックンロール（作詞・もりちよこ 作曲・速水けんたろう 編曲・鶴由雄）
- 踊ろ!騒ご!～近所迷惑きをつけて～part1（作詞・作曲 速水けんたろう 編曲・尾嵜啓一）
- 恋のメロディー（作詞作曲編曲・渡辺慎）
- You～キミがいないと～（作詞・もりちよこ 作曲・速水けんたろう 編曲・鶴由雄）

～カバー～
- WAになっておどろう（原曲歌手・AGHARTA）
- スマイル（原曲歌手・ホフディラン）with ミク
- ビューティフル・ネーム（原曲歌手・ゴダイゴ）with ミク
- さんぽ（原曲歌手・井上あずみ）

ミク
～番組オリジナル～
- RAINBOW（作詞・羽生未来 作曲・鶴由雄

）
- 空を見上げて（作詞・羽生未来 作曲・鶴由雄）
- PAPAPAParadise（作詞・作曲 野村義男 ）
- はやくちなかま（作詞作曲・速水けんたろう）

～カバー楽曲～
- Rainbow connection（原曲歌手・ケニー・アスチャー、ポール・ウィリアムズ）
- 聖者の行進 with けんたろう
- めだかの兄妹（原曲歌手・わらべ）
- おさかな天国（原曲歌手・柴矢裕美）with けんたろう

まゆのり
～番組オリジナル～
- wonder2ランド（作詞・作曲 野村義男 編曲・鶴由雄）

～カバー楽曲～
- もしも明日が…。（原曲歌手・わらべ）
- キミのカオ（原曲歌手・ホフディラン）
- ともだちになるために（原曲歌手・新沢としひこ）
- てんとう虫のサンバ（原曲歌手・チェリッシュ）
- 涙くんさよなら（原曲歌手・坂本九）

その他
- ワイワイバースデー!!（作詞・ワイワイキッズファミリー 作曲・鶴由雄）
- ワイワイクリスマス!（クリスマスソング集 編曲・鶴由雄）
- Let's Go WHY WHY kids!（作詞作曲・野村義男）
- マネっこバンバン!（作詞・作曲 野村義男 編曲・鶴由雄 歌・池谷京子）

## 番組内で歌われた童謡など
（順不同）
けんたろう
- 切手のないおくりもの
- 今日の日はさようなら
- アブラハムの子
- チェッチェッコリ
- うみ
- かっこうのごあいさつ
- 手のひらを太陽に
- あくしゅでこんにちは
- ずいずいずっころばし
- かごめかごめ
- タマゴとニワトリ
- バスごっこ
- ふしぎなポケット
- おはなしゆびさん
- ウィンターワンダーランド
- あわてんぼうのサンタクロース
- スイカの名産地
- たのしいね
- 幸せなら手をたたこう
- おばけなんてないさ
- トン パン ドン
- とんとんともだち
- キャンプだホイ
- 山賊のうた
- あんよでとんとん おててをパチパチ
- かぜよ ふけふけ
- コンコンクシャンのうた
- おつかいありさん
- 南の島のハメハメハ大王
- ぞうさん
- いっぴきの 野ねずみが
- 山小屋いっけん
- ぐーちょきぱー
- じゃんけん電車
- クイ カイ マニマニ
- とんでったバナナ

Etc...
ミク
- BINGO
- ホーキーポーキー
- ぞうさんとくものす
- キラキラ星
- メリーさんのひつじ
- めだかの学校
- 空にらくがきかきたいな
- ともだち讃歌
- 線路は続くよどこまでも
- 幸せなら手をたたこう
- いぬのおまわりさん
- vacation
- 大きな栗の木の下で
- open,shut,them（むすんでひらいて）
- サモア島の歌
- the bus song
- チキチキバンバン
- ぶんぶんぶん
- MR.abraham（アブラハムの子英語バージョン）
- 翼をください
- 聖者の行進（with けんたろう）
- tea pot
- 10人のインディアン

Etc...
まゆのり
- 森のくまさん
- おもちゃのチャチャチャ
- アイアイ

## 後番組
モンすたージオ - 篠原ともえが出演していた子供向けバラエティ番組。ワイワイキッズで放送していたコーナーが一部引き継ぎで放送されていた。